# North Auburn, Kalifornien
North Auburn är en ort (CDP) i Placer County, i delstaten Kalifornien, USA. Enligt United States Census Bureau har orten en folkmängd på 13 022 invånare (2010) och en landarea på 20,2 km².